# Rue de Bourrassol
La rue de Bourrassol (en occitan : carrièra de Borrassól) est une voie de Toulouse, chef-lieu de la région Occitanie, dans le Midi de la France.

## Situation et accès

### Description
La rue de Bourrassol est une voie publique. Elle se trouve au cœur du quartier du même nom, dans le secteur 2 - Rive gauche. Elle naît perpendiculairement aux allées Charles-de-Fitte, au niveau de la place des Abattoirs, qui reçoit au nord l'avenue du Château-d'Eau.
La chaussée compte une voie de circulation automobile dans chaque sens entre les allées Charles-de-Fitte et l'avenue du Château-d'Eau, puis une seule voie en sens unique, de l'avenue du Château-d'Eau vers le boulevard Jean-Brunhes. Elle est définie comme une zone 30 et la vitesse est limitée à 30 km/h. Il n'existe ni bande, ni piste cyclable, quoiqu'elle soit à double-sens cyclable.

### Voies rencontrées
La rue de Bourrassol rencontre les voies suivantes, dans l'ordre des numéros croissants (« g » indique que la rue se situe à gauche, « d » à droite) :
1. Allées Charles-de-Fitte
2. Place des Abattoirs (d)
3. Rue Jacques-Roudil (g)
4. Avenue du Château-d'Eau (d)
5. Rue Dautezac (d)
6. Rue Boilly (d)
7. Rue Merens (d)
8. Rue Dolive (d)
9. Rue Rodolphe-Bresdin (d)
10. Boulevard Jean-Brunhes

### Transports
La rue de Bourrassol n'est pas directement desservie par les transports en commun Tisséo. Elle débouche cependant, à l'est, sur les allées Charles-de-Fitte, où se trouvent les arrêts des lignes de bus 1445. À l'ouest, le boulevard Jean-Brunhes est desservi par la ligne de bus 66.
Il existe plusieurs stations de vélos en libre-service VélôToulouse à proximité de la rue de Bourrassol : les stations no 80 (89 bis allées Charles-de-Fitte), no 81 (allées Charles-de-Fitte), no 95 (4 avenue du Château-d'Eau) et no 246 (29 boulevard Richard-Wagner).

## Odonymie
La rue tient son nom d'un moulin qui appartenait au début du XVIIe siècle à Jacques de Borrassol, avocat au parlement et capitoul en 1597 (actuel no 46 boulevard Richard-Wagner et no 1 rue Paul-Decamps). Au XVIIe siècle, le nom s'étendait à tout le chemin jusqu'à la berge de la Garonne (actuelle impasse Barutel). Il s'est élargi à tout le quartier, ainsi qu'à plusieurs voies : le chemin-de-ronde de Bourrassol (actuel boulevard Jean-Brunhes entre 1856 et 1940), les impasses de Bourrassol (actuelles rue Merens entre 1900 et 1934, et rue Dautezac entre 1910 et 1928), la petite-rue de Bourrassol (actuelle rue Boilly entre 1941 et 1947) et la rue Traversière-de-Bourrassol (actuelle rue Dolive entre 1927 et 1947).

## Histoire

### Période moderne
Au XVIIe siècle, le chemin de Bourrassol n'est qu'un petit chemin rural, qui traverse la campagne à l'ouest du faubourg Saint-Cyprien, au-delà de la porte de l'Isle. Ce n'est pas un chemin de circulation, probablement un simple sentier qui suit le cours d'un ruisseau qui, ayant sa source le long du chemin des Fontaines, se jette plus loin dans la Garonne. C'est près de ce lieu qu'est établi, à la fin du XVIe siècle ou au début du siècle suivant, un moulin. Il appartient en 1608 à Jacques de Borrassol, issu d'une famille de parlementaires et de capitouls toulousains – Jacques est lui-même avocat au parlement et capitoul en 1597. 

## Patrimoine et lieux d'intérêt

### Maisons et immeubles
- no  6 : maison (vers 1933)[7].
- no  8 : maison (vers 1933)[8].
- no  37 : maison (1924)[9].
- no  49 : usine (deuxième moitié du XIXe siècle)[10].
- no  58 : maison toulousaine (deuxième moitié du XIXe siècle)[11].

### Parcs et jardins
- no  29 : jardin de Bourrassol.
- no  50 : jardins ouvriers Le Coin de terre toulousain - Édouard Bertrand. 
Les jardins de Bourrassol sont acquis en 1907 à l'initiative d'Édouard Bertrand (1885-1916). Professeur à l'université, il est président diocésain de la Jeunesse catholique et fondateur de l'association « Le Coin de terre toulousain ». Pendant la Première Guerre mondiale, sous-lieutenant au 12e bataillon de chasseurs alpins, il est tué le 20 juillet 1916 au bois de Hem lors de la bataille de la Somme. En 1954, sa fille, Joséphine Bertrand, lègue tous les biens de l'association à la Ligue française du coin de terre et du foyer, devenue la Fédération nationale des jardins familiaux[12].